# Las Cruces (Nuevo México)
Las Cruces es una ciudad ubicada en el condado de Doña Ana en el estado estadounidense de Nuevo México. En el Censo de 2020 tenía una población de 111,385 habs. —que la sitúan como la segunda ciudad más poblada del estado, tras Albuquerque— y una densidad poblacional de 492 hab/km². Se encuentra ubicada a orillas del río Bravo (en Estados Unidos llamado río Grande), siendo el centro de una importante región agrícola.
Es la sede de la Universidad Estatal de Nuevo México, que congrega a más de 23 000 estudiantes entre su campus principal y los cuatro dependientes. Es también la sede de la denominada Whole Enchilada Fiesta, cuya principal atracción es la preparación de una enorme enchilada a cargo de un restaurador local. La fiesta incluye actuaciones musicales, atracciones y todo lo típico de una gran feria. En la edición del 2004, el Libro Guinness de los récords confirmó que se realizó la mayor enchilada plana sin enrollar del mundo.

## Geografía

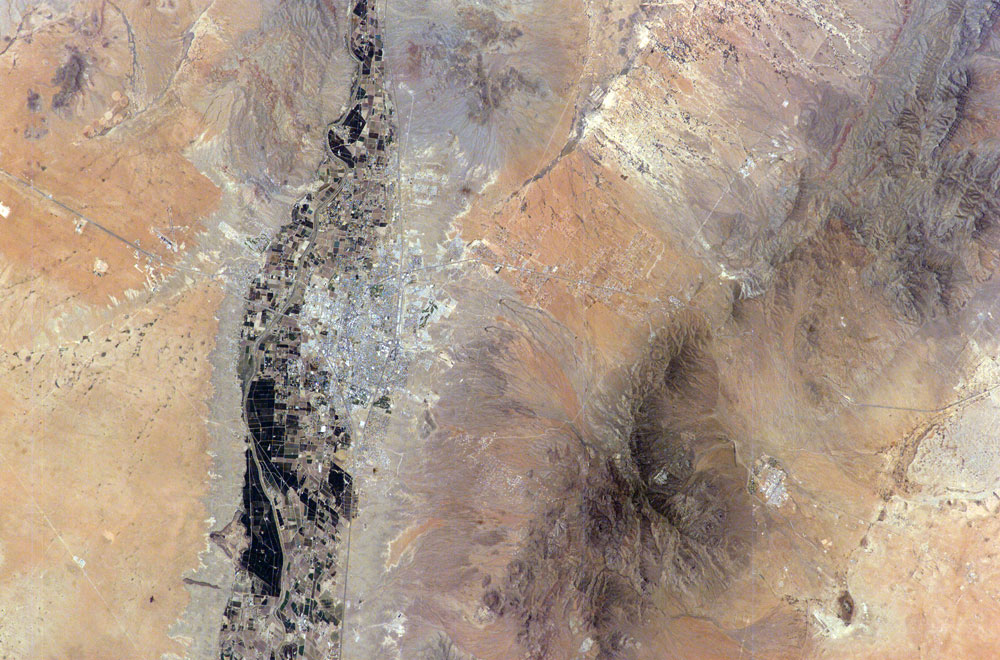
Las Cruces vista desde el espacio

Las Cruces se encuentra ubicada en las coordenadas 32°19′35″N 106°47′23″O / 32.32639, -106.78972. Según la Oficina del Censo de los Estados Unidos, Las Cruces tiene una superficie total de 198.47 km², de la cual 198.11 km² corresponden a tierra firme y (0.18%) 0.36 km² es agua. Era uno de los pueblos de misión en El Camino Real de Tierra Adentro.

## Historia

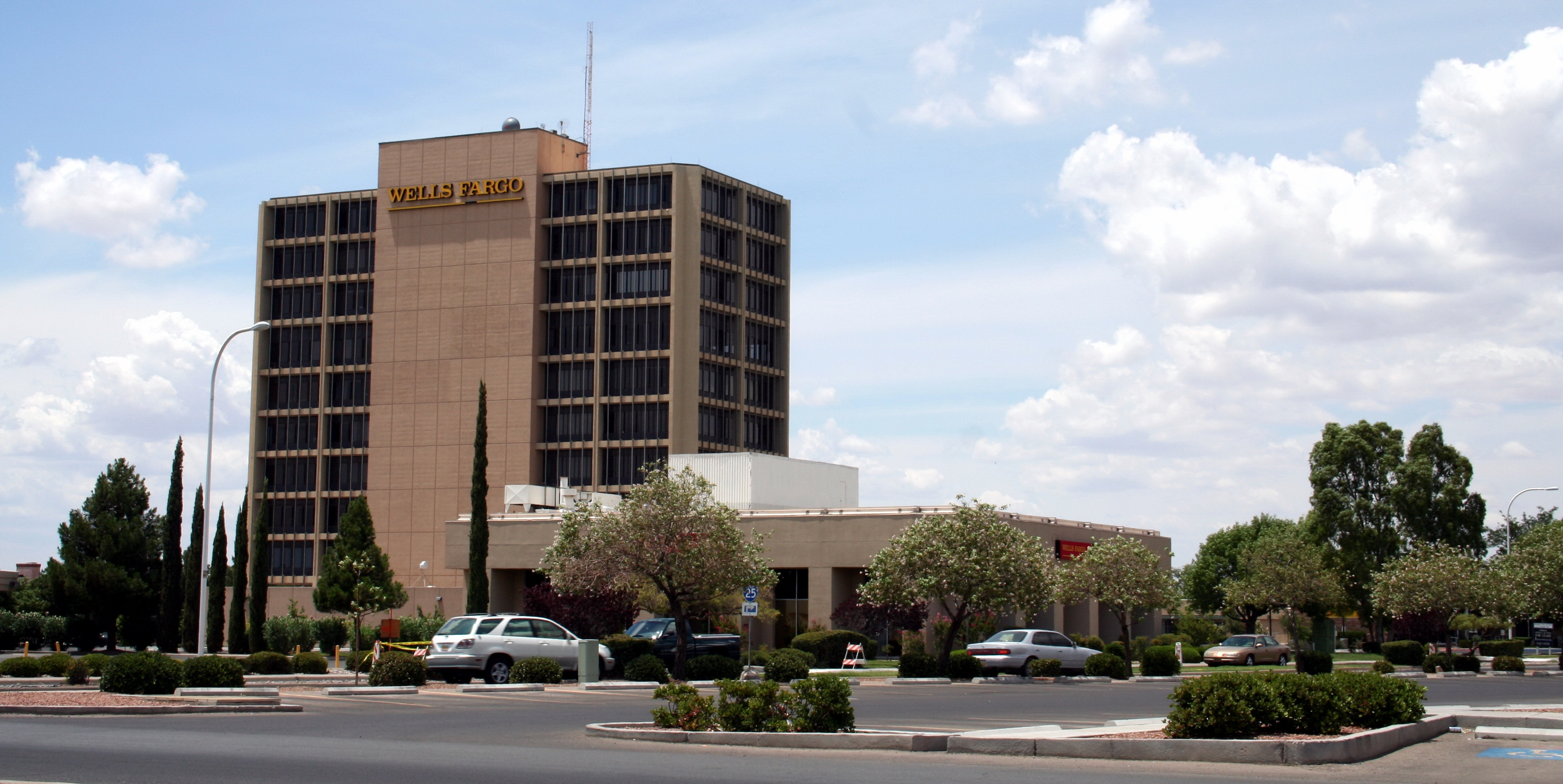
El centro de Las Cruces

La historia del nombre de Las Cruces ha sido siempre objeto de disputas entre los historiadores. Según una de las varias historias folclóricas de la zona, en el año 1830 hubo una masacre por parte de los indios Apaches a los viajeros de una caravana, entre los que había un sacerdote y varios niños. De los nueve viajeros, solamente sobrevivió uno de los niños, que quiso honrar a sus acompañantes colocando unas cruces en sus tumbas. Según cuenta otra leyenda, el pueblo llegó a ser conocido como "El Pueblo del Jardín de las Cruces". Un pleito iniciado por dos ciudadanos no cristianos de la ciudad, sintiéndose ofendidos porque un símbolo religioso apareciera en el escudo de la ciudad fue finalmente rechazado.
En el área de Las Cruces se concentraba un grupo de nativos llamados Manso, también se encontraban cerca de su ubicación los llamados Apaches Mescaleros.
En 1598 Juan de Oñate reclamó el territorio al norte del Río Grande después conocido como "Camino Real" para Nueva España.
Oñate y su grupo viajaron alrededor de 90 millas por una ruta conocida como "jornada del muerto", que a su tiempo se considera una ruta más corta hacia el río Grande, pero esta ruta era muy tediosa y difícil por sus inclemencias climáticas. Estas circunstancias provocaron la muerte de muchas personas. Poco tiempo después se proclamó gobernador español del Territorio de Nuevo México.
Hasta el 28 de septiembre de 1821 el área permaneció bajo el control de Nueva España, día en que el Imperio Mexicano reclamó la propiedad al independizarse de España. Ocupada por las tropas estadounidenses después de la batalla de El brazito en diciembre de 1846. El tratado de Guadalupe Hidalgo en 1848 estableció el territorio como propiedad de los Estados Unidos; un año después se fundó la ciudad con el nombre de Las Cruces.
La finalización de la presa denominada Elephant Butte Dike al norte de la ciudad en 1916 proporcionó a la ciudad agua para la agricultura y electricidad para su desarrollo urbano. Al finalizar la Segunda Guerra Mundial, el asentamiento de instalaciones de la NASA en la zona propició también prosperidad a la economía local.
El crecimiento socioeconómico en Las Cruces también fue atribuido a la universidad, ya que con ella vinieron nuevas oportunidades de trabajos, y mayor población con el fin de adquirir una alta educación. La Universidad Estatal de Nuevo México (NMSU) fue fundada en 1888.
Durante la Segunda Guerra Mundial, cincuenta millas (80 kilómetros) al este de Las Cruces se construyó la base militar de White Sands. En estas instalaciones se desarrollaron las actividades de investigación para detonar la primera bomba atómica, en un lugar conocido como Trinity Site.
Las Cruces creció de tal manera hasta convertirse en la segunda ciudad más grande en Nuevo México. El buró de censos colocó a la ciudad como una de las ciudades urbanas que han crecido más rápido, todo esto sucedió después de que la Segunda Guerra Mundial concluyera.

## Gobierno de la ciudad
El Concejo de la ciudad está formado por el alcalde, que preside los plenos, y 6 concejales, los cuales representan cada uno a un distrito de la ciudad. Cada residente de Las Cruces, por tanto, está representado por su alcalde y uno de los concejales. El alcalde y el concejo del ayuntamiento son elegidos para un mandato de 4 años.

## Demografía
Según el censo de 2010, había 97 618 personas residiendo en Las Cruces. La densidad de población era de 491.85 hab./km². De los 97 618 habitantes, Las Cruces estaba compuesto por el 75.31 % blancos, el 2.44 % eran afroamericanos, el 1.75 % eran amerindios, el 1.58 % eran asiáticos, el 0.11 % eran isleños del Pacífico, el 15.28 % eran de otras razas y el 3.54 % pertenecían a dos o más razas. Del total de la población el 56.8 % eran hispanos de cualquier raza. Las Cruces fue elegida en 2002 como la quinta mejor ciudad para vivir por los habitantes hispanos del país.

## Educación
Las Escuelas Públicas de Las Cruces gestiona las escuelas públicas.

## Ciudades hermanadas
- Nienburg, Alemania
- Juárez, México
- Lerdo, México
- Jojutla, México
- San Fernando de Apure, Venezuela

## Celebridades
- Anwar al-Awlaki nació aquí.
- Shawnacy Barber nació aquí.

## Imágenes de satélite
- Downtown Las Cruces (centro urbano)
- Las Cruces y alrededores (imagen de satélite y plano urbano)